# 馬拉維帶平鰭鮠
馬拉維帶平鰭鮠（学名：Zaireichthys compactus）為輻鰭魚綱鯰形目平鰭鮠科的其中一種，為熱帶淡水魚，分布於非洲坦尚尼亞馬拉威湖流域，體長可達2.6公分，棲息在底層水域，生活習性不明。
其种加词“compactus”意为“致密的”。